# Dulbanu, Buzău
Dulbanu este un sat în comuna Amaru din județul Buzău, Muntenia, România.